# مادمازل (فیلم)
دوشیزه یا مادمازل (فرانسوی: Mademoiselle‎) یک فیلم فرانسوی-بریتانیایی در ژانر درام سیاه رمانتیک به کارگردانی تونی ریچاردسون محصول سال ۱۹۶۶ است. از بازیگران آن می‌توان به ژن مورو، اتوره مانی، اومبرتو اورسینی، گابریل گوبن و ژرار داریو اشاره کرد.